# Lista de poliglotas
Esta é uma lista de pessoas notáveis com conhecimento de seis ou mais idiomas.

## Falecidos

### Antiguidade e Idade Média
- Mitrídates VI (135–63 aC), Rei do Ponto. De acordo com Plínio, o Velho, Mitrídates sabia falar as línguas de todas as vinte e duas nações que governava.[1]
- Cleópatra (69–30 aC), Rainha do Egito. De acordo com Plutarco, Cleópatra falava muitas línguas além de sua língua nativa, o grego, incluindo latim, egípcio, etíope, trogodita e as línguas dos hebraios, árabes, sírios, medos e partos.[2]
- Al-Farabi (870–950), filósofo islâmico. Ele tinha a reputação de conhecer setenta línguas.[3]
- Frederico II (1194–1250), Rei da Sicília e Sacro Imperador Romano. Ele sabia italiano, francês, latim, grego, alemão e árabe.[4]

### Idade moderna, pré-século XVIII
- Mehmed II (1432–1481), Sultão do Império Otomano. Além de sua língua nativa, o turco, ele aprendeu árabe, hebraico, persa, latim e grego.[5]
- Elizabeth I (1533–1603), Rainha da Inglaterra e Irlanda. Acredita-se que ela soubesse inglês, galês, francês, espanhol, italiano, latim, grego e um pouco de alemão.[6]
- Athanasius Kircher (1602–1680), estudioso jesuíta alemão. Dizia-se que ele conhecia doze idiomas.[7]
- John Milton (1608–1674), poeta inglês. Ele sabia inglês, italiano, latim, grego e hebraico e, em menor grau, holandês, francês, espanhol, aramaico e siríaco.[8]
- Wojciech Bobowski (1610–1675), músico polonês mantido em cativeiro pelo Império Otomano. Diz-se que ele conhecia polonês, inglês, alemão, francês, italiano, latim, grego antigo, persa, árabe, hebraico e turco.[9]
- Dimitrie Cantemir (1673–1723), Príncipe da Moldávia. Ele falava moldávio/romeno, italiano, latim, grego moderno, russo, persa, árabe e turco otomano, e entendia francês, grego antigo e eslavo eclesiástico antigo.[10]

### Século XVIII
- Thomas Jefferson (1743–1826), terceiro presidente dos Estados Unidos. Ele falava inglês, francês, italiano e latim e sabia ler espanhol e grego. Ele também pode ter algum conhecimento de alemão.[11]
- William Jones (1746–1794), filólogo e jurista britânico. Ele conhecia vinte e oito línguas em graus variados: inglês, holandês, alemão, sueco, galês, russo, francês, espanhol, português, italiano, latim, grego, sânscrito, pali, hindi, bengali, persa, persa médio, dari zoroastrista, Árabe, hebraico, siríaco, geʽez, copta, turco, chinês, tibetano e as várias formas do germânico antigo preservadas em inscrições rúnicas.[12]
- Giuseppe Caspar Mezzofanti (1774–1849), cardeal italiano. Um de seus contemporâneos registrou que conhecia setenta e duas línguas em graus variados; outro calculou que sabia sessenta ou sessenta e um.[13] Ambos concordaram que havia trinta línguas que ele dominava totalmente: italiano, espanhol, português, francês, latim, inglês, holandês, flamengo, alemão, dinamarquês, sueco, russo, polonês, tcheco, ilírio, grego, romaico, albanês, antigo Armênio, Armênio Moderno, Persa, Húngaro, Turco, Hebraico, Hebraico Rabínico, Árabe, Maltês, Aramaico, Copta e Chinês.[14]
- Carl Friedrich Gauss (1777–1855), matemático alemão. Ele escrevia em latim[15] e sabia ler grego.[16] Além da sua língua materna, o alemão, ele conhecia várias línguas europeias modernas. Aos sessenta e dois anos, ele começou a estudar russo e o dominou em dois anos.[15]
- Jean-François Champollion (1790–1832), egiptólogo francês. Ele sabia latim, grego, sânscrito, persa, árabe, hebraico, aramaico, siríaco, amárico e copta.[17]
- Helmuth von Moltke, o Velho (1800–1891), marechal de campo prussiano. Ele conhecia sete línguas, mas era habitualmente taciturno, de modo que era considerado "silencioso em sete línguas".  Entre as línguas que conhecia estavam alemão, inglês, dinamarquês, francês, italiano e turco.[18]

### Século XIX
- William Rowan Hamilton (1805–1865), Matemático irlandês. Incentivado por seu tio, ele aprendeu muitas línguas ainda jovem, incluindo latim, grego, hindustani, bengali, marata, sânscrito, persa, árabe, hebraico, aramaico, siríaco e malaio.[19]
- Henry Wadsworth Longfellow (1807–1882), Poeta norte-americano. Ele sabia latim[20] Italiano, francês, espanhol, português e alemão[21] Ele também tinha algum conhecimento de holandês, dinamarquês, sueco, islandês e finlandês.[22]
- Otto von Bismarck (1815–1898), Estadista prussiano. Além de sua língua nativa, o alemão, ele falava inglês e francês e, em menor grau, italiano, russo, polonês e plattdeutsch. Ele também tinha algum conhecimento de latim.[23]
- Friedrich Engels (1820–1895), Teórico político alemão. Ele conhecia muitas línguas europeias, incluindo alemão, inglês, espanhol, português, francês, italiano, russo, polonês e irlandês.[24]
- Pedro II (1825–1891), último imperador do Brasil. Falava português, espanhol, francês, italiano, latim, alemão, hebraico e tupi-guarani, e sabia ler provençal, grego, sânscrito e árabe.[25]
- Naim Frashëri (1846–1900), Escritor albanês. Ele escreveu em albanês, grego, persa e turco. Ele também sabia francês, italiano e árabe.[26][27]
- Sami Frashëri (1850–1904), Escritor albanês. Ele sabia albanês, grego, francês, italiano, persa, árabe e turco.[27]
- Nikola Tesla (1856–1943), Inventor sérvio-americano. Ele falava oito línguas,[28] incluindo servo-croata, inglês, alemão, francês e italiano.[29]
- L. L. Zamenhof (1859–1917), criador do Esperanto. Ele falava russo, polonês, iídiche, alemão e francês nativamente ou em nível nativo. Ele também falava inglês, mas não bem. Ele conhecia quatro línguas clássicas, latim, grego, hebraico e aramaico, e duas línguas construídas, volapük e esperanto, e pode ter tido algum conhecimento de italiano e lituano.[30]
- José Rizal (1861–1896), Escritor e nacionalista filipino. Ele falava ou sabia ler tagalo, visayan, ilocano, cebuano, subano, malaio, espanhol, português, italiano, francês, catalão, latim, inglês, holandês, alemão, sueco, russo, grego, sânscrito, hebraico, árabe, japonês e chinês.[31]
- Emil Krebs (1867–1930), Diplomata alemão. Quando saiu da escola, ele falava doze idiomas. Em 1914, ele calculou que poderia traduzir de e para o alemão em trinta e duas línguas. Mais tarde, ele sabia sessenta ou sessenta e cinco línguas, incluindo inglês, holandês, islandês, norueguês, dinamarquês, sueco, latim, italiano, espanhol, português, francês, catalão, romeno, russo, ucraniano, polonês, tcheco, eslovaco, servo-croata, esloveno, búlgaro, lituano, letão, irlandês, grego, albanês, armênio, persa, sânscrito, hindi, urdu, guzerate, húngaro, finlandês, estoniano, georgiano, basco, árabe, hebraico, siríaco, assírio, babilônico, Sumério, copta, suaíli, turco, tártaro, mongol, manchu, japonês, coreano, chinês, tibetano, birmanês, tailandês, malaio e javanês.[32]
- Hrachia Acharian (1876–1953), Lingüista armênio. Entre as línguas que ele conhecia estavam armênio, grego, inglês, alemão, francês, italiano, latim, persa, sânscrito, hebraico e laz.[33]
- Martin Buber (1878–1965),Filósofo austríaco. Ele falava alemão, iídiche, inglês, francês, italiano, polonês e hebraico, e sabia ler holandês, espanhol, latim e grego.[34]
- Ho Chi Minh (1890–1969), Estadista vietnamita. Além de sua língua nativa, o vietnamita, ele sabia francês, inglês, russo, cantonês e mandarim.[35]
- Roman Jakobson (1896–1982),Lingüista russo. Ele conhecia cerca de vinte idiomas, incluindo russo, tcheco, búlgaro, francês e alemão.[36]
- William James Sidis (1898–1944), Criança prodígio americana. Ele sabia inglês, alemão, russo, francês, latim, grego, armênio e turco.[37]

## Vivos

### África
- Peter Turkson (1948–), cardeal católico ganense. Além de sua língua nativa, o Fante, ele fala várias outras línguas ganenses, além de inglês, francês, italiano, alemão e hebraico. Ele também sabe latim e grego.[38]
- Dikembe Mutombo (1966–), ex-jogador de basquete congolês. Ele fala inglês, francês, espanhol, português, tshiluba, suaíli, lingala e duas outras línguas da África Central.[39]
- Trevor Noah (1984–), comediante sul-africano. Ele fala inglês, africâner, zulu, xhosa, tswana, tsonga e um pouco de alemão.[40]

### Ásia
- Levon Ter-Petrosyan (1945–), ex-presidente da Armênia. Ele fala armênio, russo, francês, inglês, alemão, árabe e assírio. Ele também conhece várias línguas antigas.[41][42]
- Gloria Macapagal Arroyo (1947–), ex-presidente das Filipinas. Ela fala Tagalog, Kapampangan, Ilocano, Cebuano, Espanhol e Inglês.[43]
- Malcolm Ranjith (1947–), atual arcebispo de Colombo. Ele fala cingalês, inglês, alemão, francês, espanhol, italiano, tâmil e indonésio. Ele também sabe latim, grego e hebraico.[44]
- Péter Frankl (1953–), matemático húngaro, agora morando no Japão. Ele fala onze idiomas, incluindo húngaro, japonês, chinês, inglês e francês.[45]
- Shabnam Mausi (1955–), político indiano. Ela fala doze idiomas.[46]
- Naela Chohan (1958–), diplomata paquistanesa. Ela fala urdu, punjabi, bengali, persa, inglês, francês e espanhol.[47]
- Henrikh Mkhitaryan (1989–), jogador de futebol armênio. Ele fala armênio, russo, inglês, alemão, francês e português.[48]

### América do Norte
- Stephen Krashen (1941–), linguista americano. Ele sabe inglês, alemão, iídiche, espanhol, francês, hebraico e amárico.[49]
- Viggo Mortensen (1958–), ator dinamarquês-americano. Ele cresceu bilíngue em inglês e espanhol e mais tarde aprendeu dinamarquês, italiano e francês. Ele também tem algum conhecimento de árabe.[50]
- Julie Payette (1963–), ex-governadora geral do Canadá. Ela fala francês e inglês nativamente e pode conversar em espanhol, italiano, russo e alemão.[51]

### Oceania
- Ghil'ad Zuckermann (1971–), linguista israelense, agora morando na Austrália. Ele fala onze idiomas e tem conhecimento de mais onze.[52]

### América do Sul
- Papa Francisco (1936–), atual líder da Igreja Católica. Nascido na Argentina e de ascendência italiana, fala espanhol e italiano nativamente. Além disso, ele sabe latim e pode conversar em alemão, francês, português e inglês.[53]
- Ziad Fazah (1954–), professor de língua libanesa nascido na Libéria, atualmente radicado no Brasil. Ele é famoso por afirmar falar mais de cinquenta idiomas, e por um tempo foi listado no Livro dos Recordes do Guinness. Não está claro quantas línguas ele de fato fala.[54]
- Andrew Divoff (1955–), ator e produtor venezuelano. Ele fala espanhol, português, catalão, francês, italiano, inglês, alemão e russo.[55] Houve uma época em que ele também sabia romeno, mas esqueceu-o por falta de uso.[56]
- Sérgio Meira (1968–), linguista brasileiro. Fala português, francês, italiano, espanhol, romeno, inglês, alemão e esperanto e, em menor grau, catalão, holandês, russo e tiriyó. Ele pode ler com um dicionário sueco, latim e grego (clássico e moderno)[57] e tem um conhecimento considerável de Volapük.[58]